# 帕里什 (佛羅里達州)
帕里什（英語：Parrish）是位於美國佛羅里達州馬納提縣的一個非建制地區。該地的面積和人口皆未知。

## 地理
帕里什的座標為27°35′15″N 82°25′30″W / 27.58750°N 82.42500°W，而該地的平均海拔高度為13米（即43英尺）。